# Rudakí

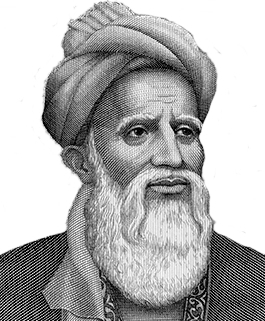
Rudaki destacado poeta persa.

Abdullah Jafar Ibn Mohammad Rudaki (859-c.941), (en tayiko Абӯабдуллоҳ Ҷафар Ибн Муҳаммад Рӯдакӣ; en persa ابوعبدالله جعفربن محمدبن حکیم‌بن عبدالرحمن‌بن آدم رودکی) — conocido simplemente como Rudaki, también escrito como Rudagi o Rudhagi, fue un poeta persa y el primer genio literario del idioma persa moderno que compuso poemas en el alfabeto arábigo.
Rudaki es considerado el fundador de la literatura persa clásica.
Nació en la aldea de Banoj (situada en la actual zona de Rudak)  Transoxiana, en lo que actualmente se conoce como Panjakent en Tayikistán. la parte más importante de la carrera de Rudaki transcurrió en la corte de los samánidas. Aunque la información biográfica lo relaciona con el emir (gobernante) samánida Nasr II (914- 943), es posible que ya formara parte de la corte con el predecesor de éste, Ahmad Samani (907-914).
La mayoría de sus biógrafos informa de que era totalmente ciego, aunque no de nacimiento. Fue el poeta de la corte del emir samánida Nasr II (914-943) en Bujará, pero se cree que perdió luego sus favores y este lo condenó a la pena de ceguera por motivos religiosos. De ahí el acertado conocimiento de los colores que muestra en su poesía. 
El éxito de Rudaki se debió en gran medida al apoyo de su principal mecenas, el visir Abu'l-Fadl al-Bal'ami (fallecido en 940), que desempeñó un importante papel en el florecimiento de la Nueva literatura persa en el siglo X. Tras la caída de Bal'ami en 937, la carrera de Rudaki se deterioró y acabó siendo expulsado de la corte. Vivió sus últimos años en la pobreza y murió ciego y solo en su ciudad natal.

## Antecedentes
Se dispone de poca información sobre la vida de Rudaki, gran parte de la cual se ha reconstruido a partir de sus poemas. Vivió durante la época del Imperio Samaní (819-999), bajo la cual comenzó a desarrollarse y a florecer la Nueva literatura persa. Rudaki nació en el año 859, en la aldea de Panjrudak, actualmente situada en el Distrito de Panjakent de Tayikistán. El pueblo era entonces un suburbio de Samarcanda, que sirvió como capital de los samánidas hasta que fue sustituida por Bujará en 892. La ceguera de Rudaki está implícita en los escritos de los primeros poetas como Daqiqi (fallecido en 977), Ferdowsi (fallecido en 1020/25), Abu Zura'ah al-Mu'ammari (fl. siglo X) y Nasir Khusraw (fallecido después de 1070). El historiador Awfi (fallecido en 1242), llega a decir que Rudaki nació ciego, pero esto ha sido cuestionado por algunos estudiosos modernos, debido a la expresiva imagen de la naturaleza que ofrece Rudaki en sus escritos.
Además de poeta, Rudaki era también cantante y músico. Desde la época del Imperio sasánida (224-651), los poemas se realizaban comúnmente como canciones utilizadas en la música.

## Carrera
Al parecer, a los ocho años Rudaki ya había memorizado el Corán y sabía poesía. Un destacado músico llamado Abu'l-Abak Bakhtiar le enseñó a tocar el chang. En sus primeros años, Rudaki se convirtió en una figura popular debido a su fina voz, habilidad con la poesía y tocando el chang. La información biográfica que se conserva relaciona a Rudaki con el emir (gobernante) samánida Nasr II (reinó 914 - 943) o con su visir Abu'l-Fadl al-Bal'ami (fallecido en 940). Sin embargo, según el literato Sassan Tabatabai, parece ser que Rudaki ya se había unido a la corte samánida con el padre y predecesor de Nasr II, Ahmad Samani (reinó 907 - 914). Tabatabai afirma que esto se demuestra en un poema de Rudaki, donde intenta consolar a Ahmad Samani tras la muerte de su padre Ismail Samani en 907.
La carrera de Rudaki en la corte samánida se considera la parte más importante de su vida. El papel de un poeta de la corte no se limitaba a entretener a los demás, sino que era un aspecto esencial de la corte persa. Según el primer rey sasánida Ardashir I (reinó 224 - 242), un poeta era "parte del gobierno y el medio de fortalecer el dominio". Además de aplaudir al soberano y sus dominios, un poeta también debía dar consejos y orientación moral, lo que significaba que Rudaki probablemente también tenía experiencia en ese campo. El éxito de Rudaki se debió en gran medida al apoyo de su principal mecenas, Bal'ami. Este último desempeñó un papel importante en el florecimiento de la literatura persa en el siglo X. Bal'ami consideraba a Rudaki como el mejor entre los poetas persas y árabes.
Rudaki era amigo íntimo de su alumno Shahid Balkhi, destacado poeta y erudito del reino samánida. Tras la muerte de Shahid Balkhi en 936, Rudaki escribió una elegía para él. La carrera de Rudaki comenzó a declinar tras la caída de Bal'ami en 937. Pronto cayó en desgracia con el emir y fue destituido de la corte. Rudaki vivió sus últimos años en la pobreza, muriendo ciego y solo en su ciudad natal en 940 o 941.
El iranólogo francés Gilbert Lazard Gilbert Lazard consideró que el primer sucesor de Rudaki fue Abu-Shakur Balkhi, que compuso muchos mathnavis, en particular el Afarin-nama.

## Obra

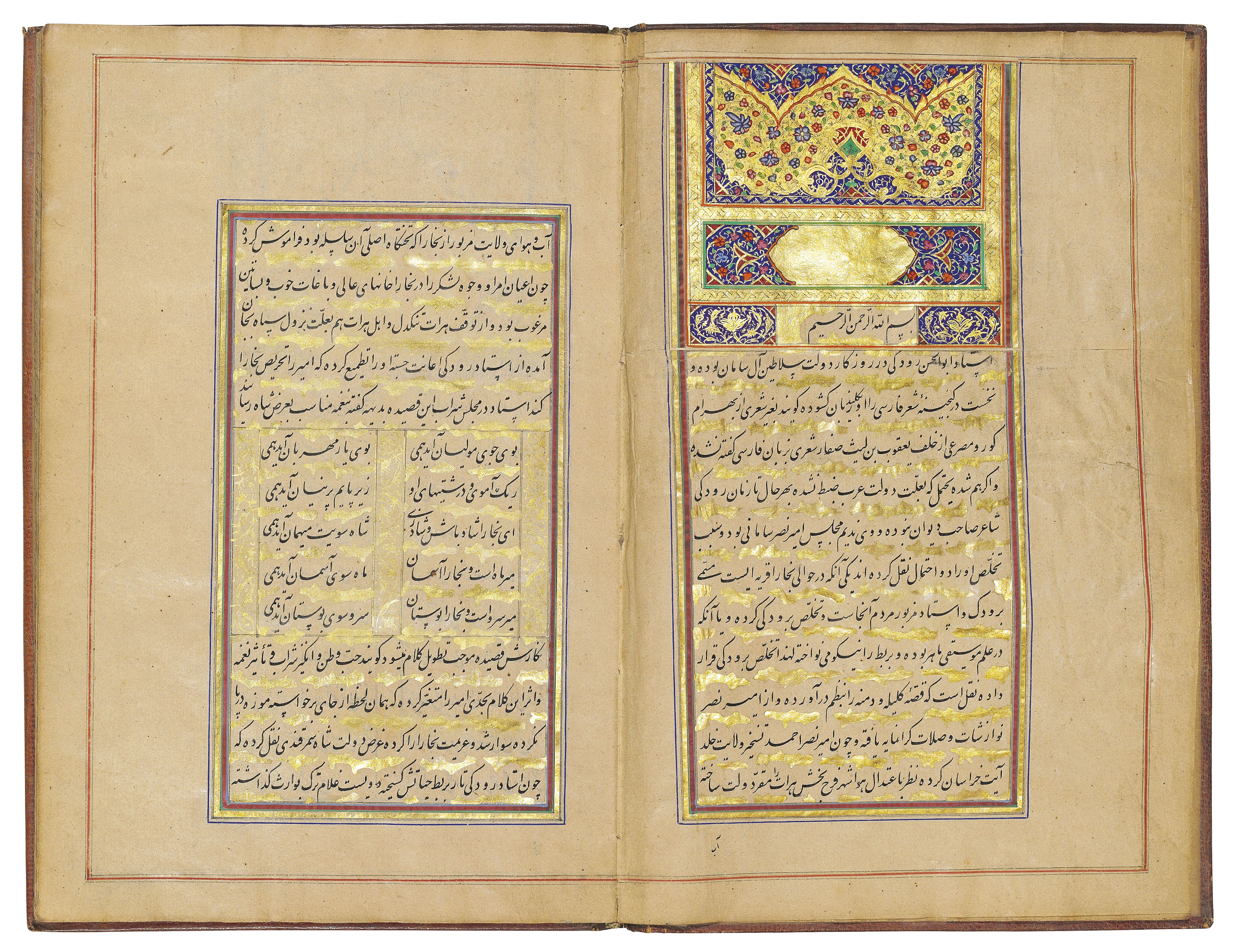
La poesía de Rudaki en un manuscrito persa creado en el Irán Qajar, fechado en enero/febrero de 1866.

Rudaki escribió en todos los estilos poéticos, aunque su temática preferida era la bucólica: en su obra prevalece la alegría y el optimismo. 
Según Asadi Tusi, el divan (colección de poemas cortos) de Rudaki constaba de más de 180.000 versos, pero la mayor parte se ha perdido. Lo poco que queda de los escritos de Rudaki, en su mayoría versos sueltos, se puede encontrar en diccionarios persas, sobre todo en el Lughat-i Furs de Asadi Tusi. También se conservan algunos poemas completos, entre los que destaca una qasida (elogio u oda) que consta de casi cien versos citados en el anónimo Tarikh-i Sistan. La qasida estaba dedicada a Abu Ja'far Ahmad ibn Muhammad, que gobernó la región de Sistan como gobernador samánida de 923 a 963. En él, Rudaki llama a Abu Yafar aristócrata de ascendencia sasánida y "orgullo de Irán", indicando así un sentido de continuidad en la identidad iraní desde el periodo sasánida al samánida. Por este poema, Abu Ja'far recompensó a Rudaki con 10.000 dinares.
La obra más conocida de Rudaki es su versificación del Kalila wa-Dimna, de la que se conservan sólo fragmentos, una colección de fábulas indias. Nasr II había ordenado a Bal'ami que tradujera el libro del árabe al persa, y luego designó a "intérpretes" para que lo leyeran en voz alta, de modo que Rudaki, que era ciego, pudiera versificarlo. Sólo han sobrevivido unos pocos de los versos hechos por Rudaki. Algunos de ellos han sido identificados en el Lughat-i Furs. La poesía de Rudaki que se conserva es, en general, fácil de entender para los lectores nativos de persa, a pesar de las variaciones en la terminología, las formas de las palabras y los patrones de las frases y oraciones.
Aunque Rudaki mostraba simpatías pro ismaelitas en sus escritos, su poesía es de naturaleza totalmente laica. El islam estaba firmemente establecido en el siglo X, pero los persas seguían recordando su arraigada historia zoroástrica. Rudaki era más propenso a evocar antiguas nociones iraníes y zoroástricas en lugar de musulmanas. Algunos de los poemas de Rudaki fueron escritos en el estilo preislámico andarz, es decir, enseñanzas éticas, críticas amistosas y consejos para un comportamiento correcto tanto en privado como en público. Un ejemplo de las raíces zoroástricas de Rudaki puede verse en un fragmento en el que habla de su mecenas:
| Vive felizmente con las de ojos negros que el mundo no es nada más que viento y fábula. Alégrate de lo que has conseguido y no recuerdes el pasado. Para mi aquel rizado y perfumado cabello, para mi aquella cara de luna que es de raza de ángeles. Afortunado es el que utiliza y obsequia, desafortunado el que no utiliza y ni ofrenda. Este mundo de anhelo es como el viento y la nube, acerca el vino, ¡pase lo que pase! | شاد زی با سياه چشمان شاد كه جهان نيست جز فسانه و باد زامده شادمان ببايد بود وز گذشته نكرد بايد ياد من و آن جعد موی غاليه بوی من و آن ماهروي حور نژاد نيكبخت آن كسی كه داد و بخورد شور بخت آن كه او نخورد و نداد باد و ابر است اين جهان افسوس باده پيش آر هرچه بادا باد | šâd zi bâ siyâh češmân šâd ke jahân nist joz fasâne o bâd zâmde šâdmân bebâyad bud vaz gozašte nekard bâyad yâd man o ân ja'd mu-ye ḡâli-ye buy man o ân mâhru-ye hur-e nezâd nikbaxt ân kasi ke dâd o bexord šur baxt ân ke az nexord o nedâd bâd o abr ast in jahân-e afsus bâde piš âz harče bâdâ bâd |

|  |  |  |
|  |  |  |

## Legado y valoración

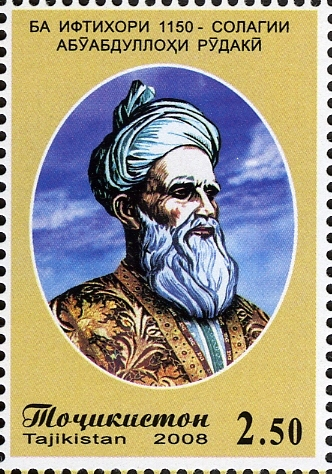
Retrato de Rudaki en un sello postal emitido por Tayikistán en 2008.

Se considera que Rudaki fue el primer poeta importante que escribió en Nuevo Persa. Aunque le precedieron otros poetas que escribieron en neopersa, como Abu Hafs Sughdi (fallecido en el año 902), la mayor parte de su obra no ha sobrevivido. En Irán, Rudaki es reconocido como el "fundador de la poesía neopersa" y en Tayikistán como el "padre de la literatura tayika", afirmaciones ambas que, según el iranólogo Richard Foltz no son contradictorias. La vida de Rudaki está representada en la película de 1957 El destino de un poeta, escrita por Satim Ulugzade (fallecido en 1997). Al año siguiente, este último escribió una obra de teatro centrada en Rudaki, titulada Rudaki, que fue el primer drama biográfico tayiko.
Según Nile Green, Rudaki "anunció una nueva era para las letras persas". El iranólogo François de Blois afirma que Rudaki "fue el poeta persa más célebre antes de Ferdowsi" . Tras su muerte, Rudaki continuó siendo una figura muy popular durante unos dos siglos, hasta el período Mongol, en el que se hizo impopular entre los poetas de la época. Durante el siglo XIX, experimentó un resurgimiento de su popularidad junto con otros antiguos poetas jurasanos.
El asteroide (90806) Rudaki fue nombado así en su honor.

## Homenajes y celebraciones

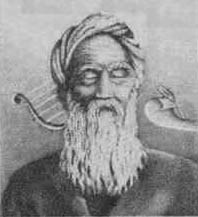
Roudaki representado ciego en un sello iraní (años 60).

Su obra en la Unión Soviética fue redescubierta en la época de la desestalinización. En 1958, la inauguración de un mausoleo en su honor en su pueblo natal fue acompañada de la publicación de una colección de su poesía en árabe y alfabeto cirílico. La historia romántica de su vida fue llevada a la pantalla en la película La historia de un poeta (Sudba poeta) de   en 1959.
Para celebrar el 1100(en tailandés) aniversario de su nacimiento, el gobierno iraní publica una serie de sellos con su efigie. El 21 de diciembre de 2008 se organizó un seminario internacional en la Sala Vahdat (antes conocida como «Sala Roudaki») de Teherán para conmemorar su 1150º aniversario, en el que participaron el presidente Ahmadineyad y el ministro de Cultura de Tayikistán. En este seminario se celebra a Roudaki como padre de la literatura persa moderna.